# Văleni, Harghita
Văleni (în maghiară Patakfalva) este un sat în comuna Feliceni din județul Harghita, Transilvania, România.

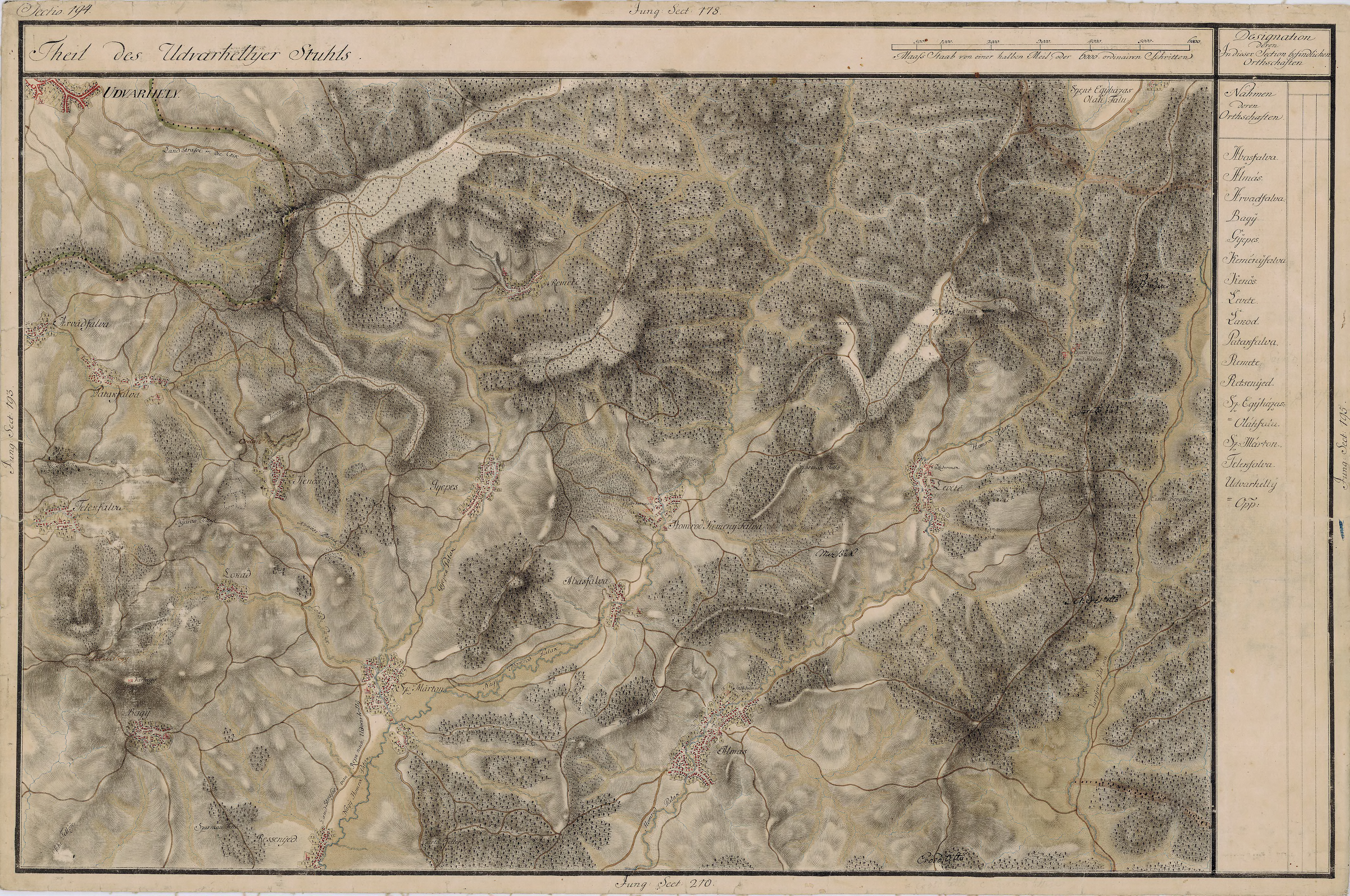
Văleni în Harta Iosefină a Transilvaniei, 1769-1773

## Imagini

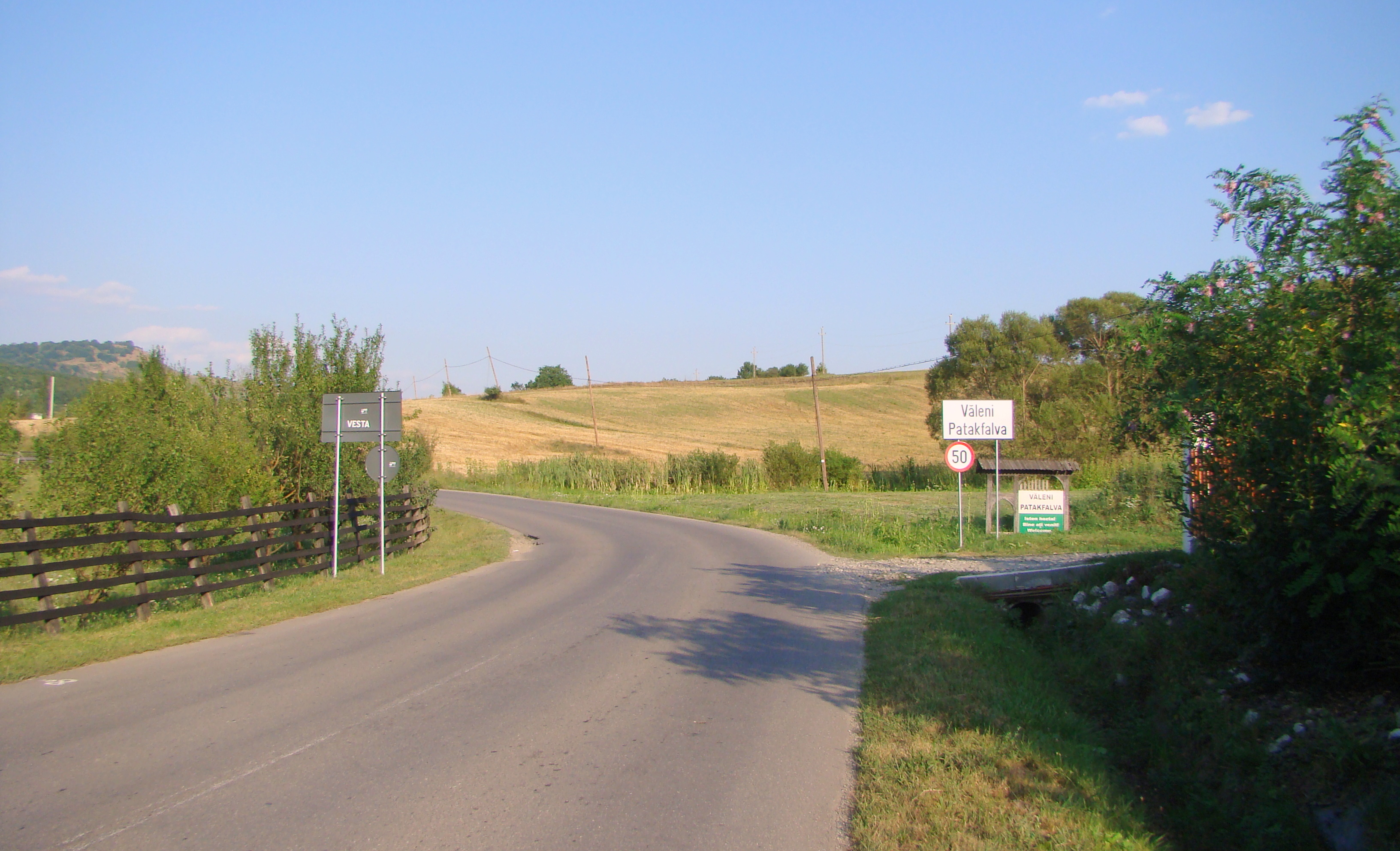
Intrarea în localitate
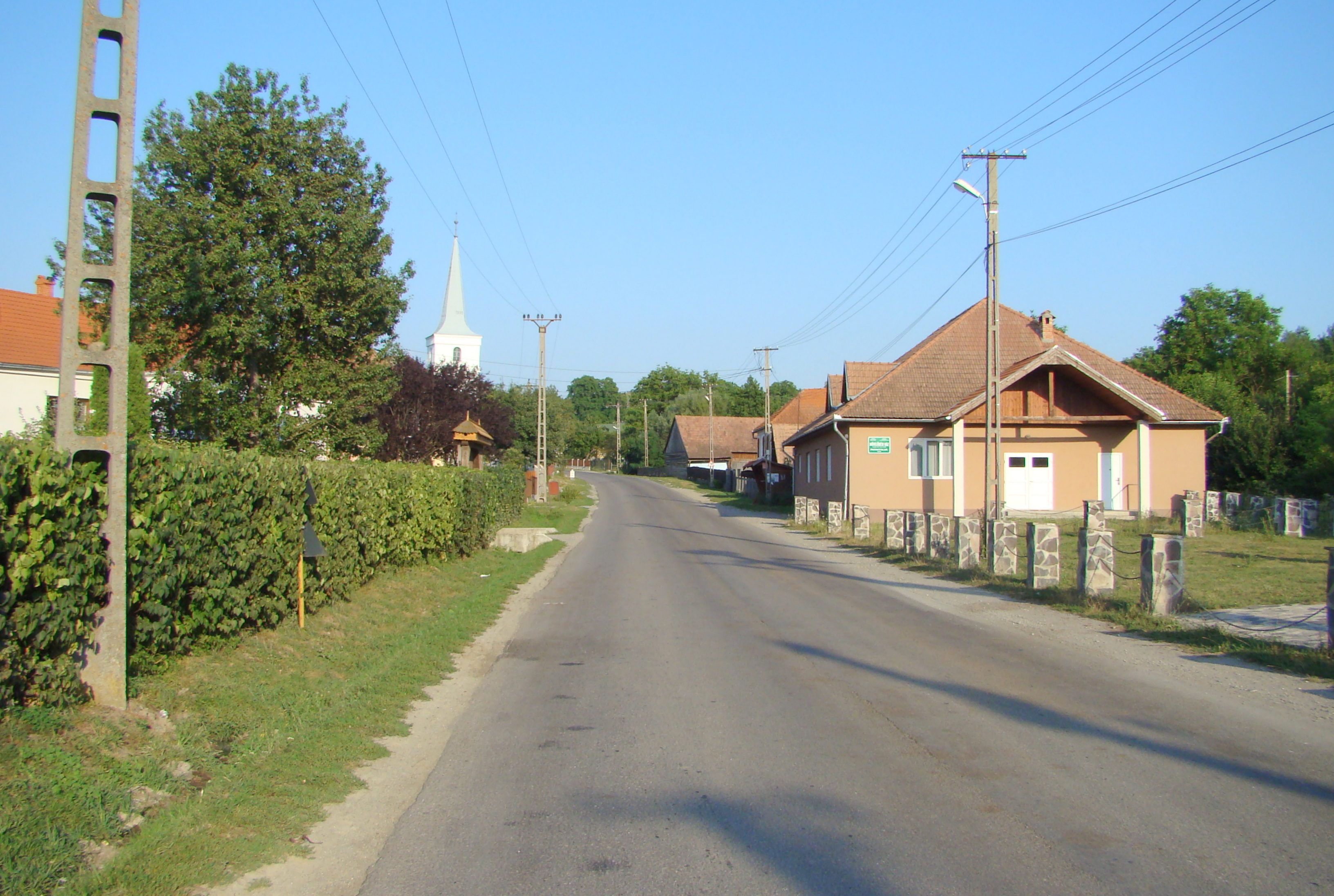
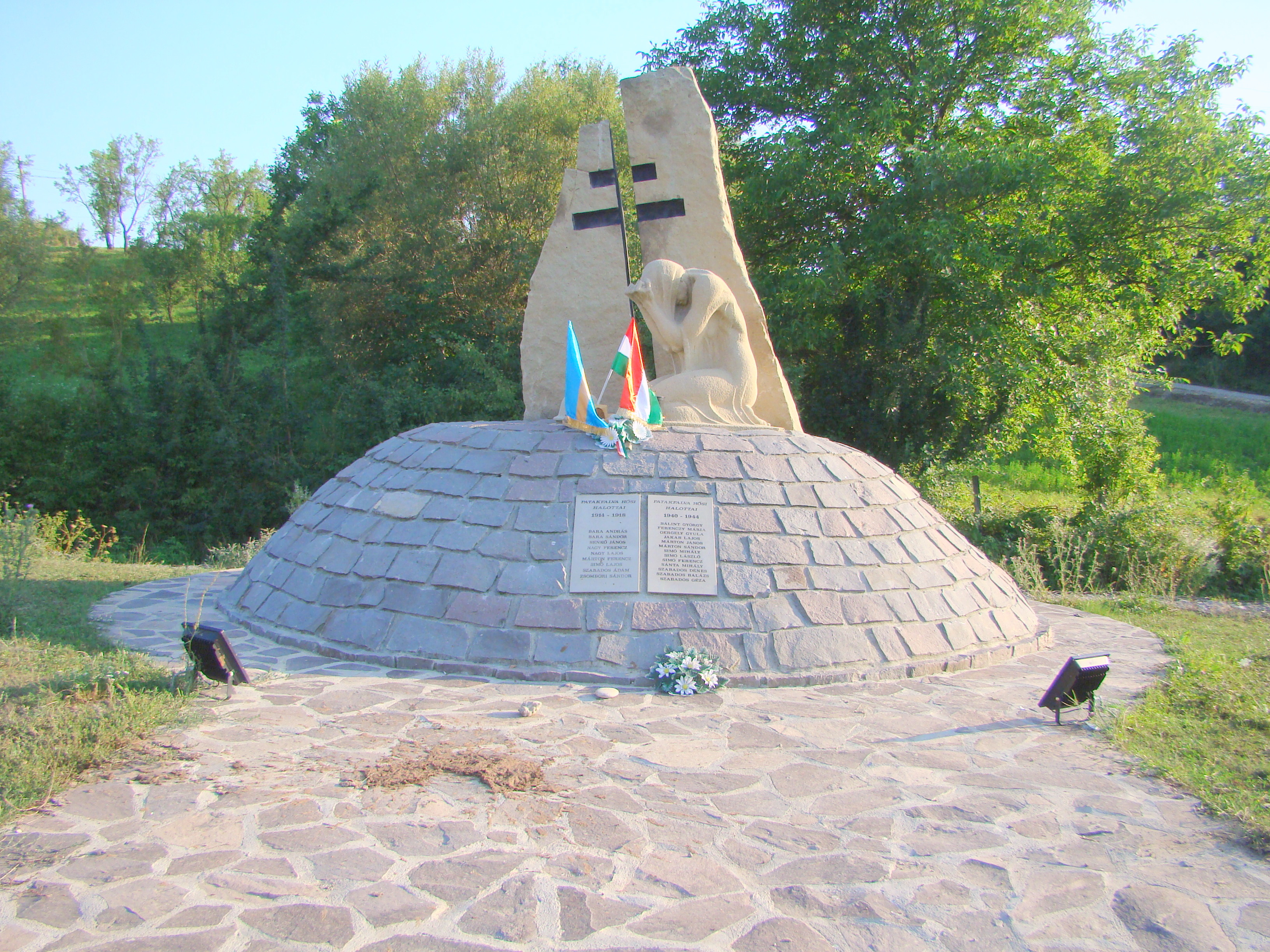
Monumentul eroilor
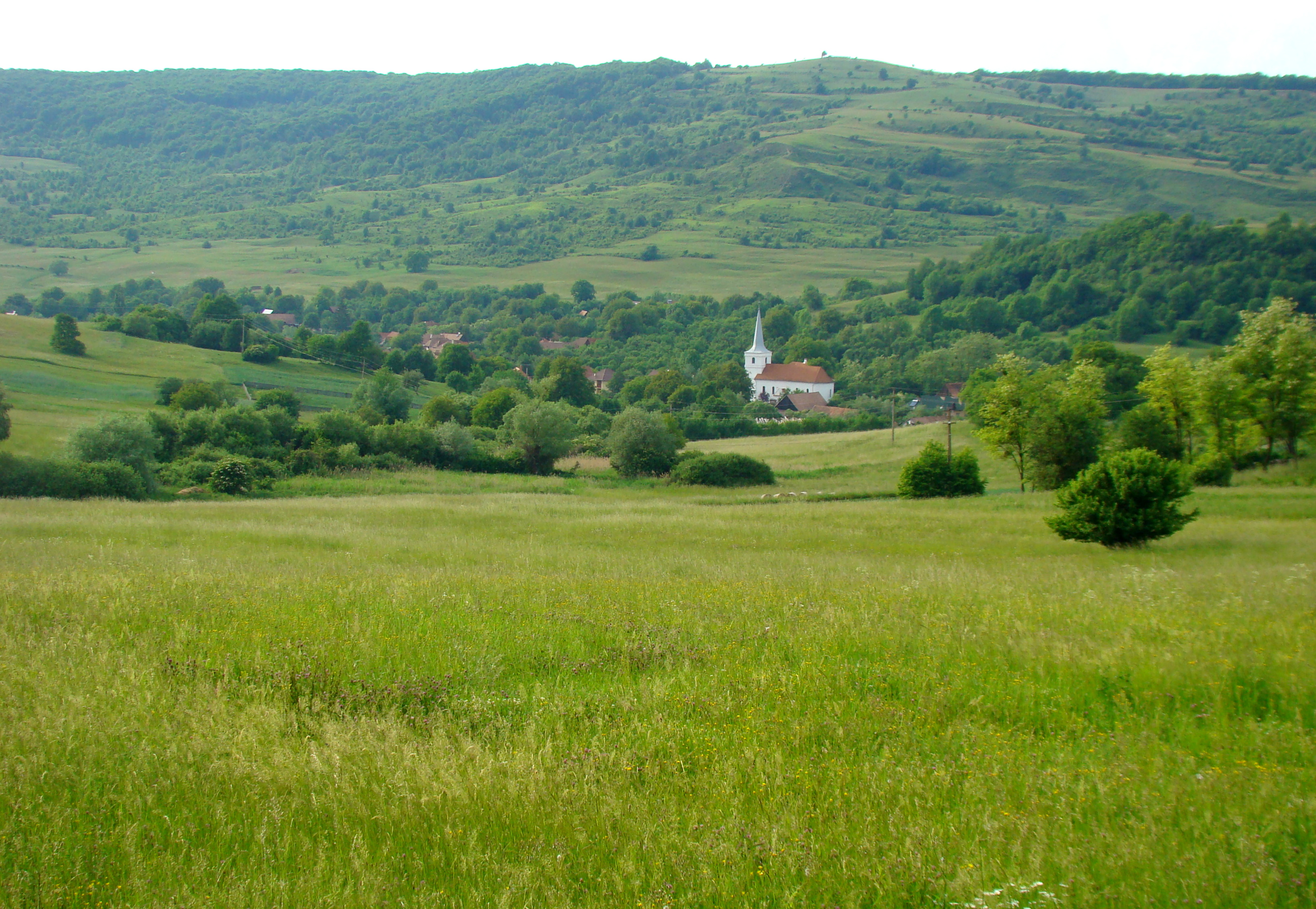
Panoramă din drumul spre Teleac și Alexandrița

 Acest articol despre o localitate din județul Harghita este deocamdată un ciot. Puteți ajuta Wikipedia prin completarea lui.